# الشرافة (الفقرة)
الشرافة هو دُوَّار يقع بجماعة الفقراء أولاد عامر، إقليم برشيد، جهة الدار البيضاء سطات في المملكة المغربية. ينتمي الدوّار لمشيخة الفقرة التي تضم 8 دواوير. يقدر عدد سكانه بـ 726 نسمة حسب الإحصاء الرسمي للسكان والسكنى لسنة 2004.

## روابط خارجية
- البوابة الوطنية للجماعات الترابية
- المندوبية السامية للتخطيط